# Baldriga d'ulleres
La baldriga d'ulleres (Procellaria conspicillata) és un ocell marí de la família dels procel·làrids (Procellariidae) que habita l'Atlàntic meridional i cria a l'illa Inaccessible, de Tristan da Cunha.